# Пам'ятний знак воїнам Армії УНР (Богуслав)
Пам'ятний знак Білецькому та Бондаренку — пам'ятний знак у м. Богуслав Київської області, присвячений двом воїнам Армії УНР: Білецькому Іванові Омельковичу та Бондаренку Оверкові Ісаковичу, які під час Другого зимового походу були страчені під Базаром 23 листопада 1921 року.

## Створення пам'ятного знаку
Ідея спорудити пам'ятний знак з'явилась іще влітку 2010 року. Ініціативна група богуславців сконтактувала з благодійною ініціативою «Героїка» — спільно розробили ескіз меморіальної дошки, розпочали збір коштів. Завдяки архівній праці історика Романа Коваля встановили імена Білецького та Бондаренка. Згодом настоятель Миколаївського чоловічого монастиря Української Православної Церкви Київського Патріархату ієромонах Арсеній (Пожарний) благословив будівництво пам'ятного знаку на монастирській землі.

## Відкриття
В суботу, 20 листопада 2010 року, у присутності богуславської молоді та духовенства монастиря відбулось урочисте освячення пам'ятного знаку. Спорудження даного пам'ятного знаку стало можливим завдяки ієромонаху Арсенію (Пожарному) та братії Миколаївського чоловічого монастиря, Петрові Гогулі, Вікторові Кисиленку, Сергію Голуб'єву, Оксані Абрамовій, членам громадської організації «Буслав Січ» та всім городянам Богуслава, які склали добровільні пожертви на будівельні роботи.

## Присвята
Обидва воїни взяли участь в Другому зимовому поході Армії УНР тилами більшовиків у 1921 році. Потрапивши у полон до ворога у бою під Малими Міньками, Бондаренко та Білецький були страчені червоними під Базаром. В анкетах розстріляних зазначено, що вони є уродженцями Богуславщини. Проте Іван Білецький насправді народився на Черкащині. Напевно, прагнучи вберегти рідних від більшовицьких репресій, надав про себе помилкові дані.

Мешканці Богуслава вирішили вписати імена обох воїнів на меморіальній дошці. Один з організаторів спорудження пам'ятного знаку богуславець Сашко Мельник так прокоментував це рішення: 
|  | Якщо людина, яка йшла на смерть в ім’я свободи України, перед розстрілом назвалась богуславцем – для нас це велика честь. Ми шануватимемо його як рідного земляка. |